# آکروموباکتر
آکروموباکتر به عنوان یک جنس از باکتری ‌های خانوادهٔ آلکالیژناسه (Alcaligenes) دارای ۱۵ گونه می‌باشد. باکتری‌های طبقه‌بندی شده در این جنس گرم منفی، هوازی، میله ای کوتاه و فاقد قابلیت تولید رنگدانه می‌باشند. آکروموباکترها سرمادوست، غیر هاگ زا و به‌طور کلی از نظر وسعت فساد مواد غذایی نگهداری شده در دمای یخچال، مانند گوشت قرمز، گوشت ماکیان، فراورده‌های دریایی و شیر در رده دوم پس از جنس سودوموناس (pseudomonas)قرار می‌گیرند. شباهت بسیار زیاد این باکتریها با جنس سودوموناس باعث اشتباهاتی در تشخیص این دو جنس می‌شود. ویژگی متفاوت آکروموباکترها نسبت به سودوموناسها، دارا بودن تاژک‌های پری تریش است حال آنکه باکتری‌های موجود در جنس سودوموناس دارای تاژک‌ها قطبی می‌باشند.

### مورفولوژی میکروسکوپی
این باکتری در کشتهای تازه به صورت میله ای و در کشت‌های کهنه به صورت کوکسی دیده می‌شود. اندام‌های تحرکی این باکتری به صورت پری تریش و در سطح سلول قرار گرفته‌اند. در بعضی گونه‌های این جنس اندام حرکتی وجود ندارد.